# Каргинський сумон
Каргинський(тув. Каргы) — сумон у Монгун-Тайгінському кожууні Республіки Тива (Росія). Відстань до центру республіки міста Кизила 320 км, до Москви 3793 км. До складу сумону Карги належить центр кожууна — село Мугир-Акси.

## Населення
| Рік       | 2011 | 2012 | 2013 | 2014 | 2015 |
| --------- | ---- | ---- | ---- | ---- | ---- |
| Населення | 4139 | 4141 | 4198 | 4190 | 4237 |